# Hosophora rarasana
Hosophora rarasana är en insektsart som beskrevs av Matsumura 1942. Hosophora rarasana ingår i släktet Hosophora och familjen spottstritar. Inga underarter finns listade i Catalogue of Life.